# Agostino Marangolo
Agostino Marangolo (Catania, 25 giugno 1953) è un batterista italiano.

## Biografia
Nasce a Catania il 25 giugno del 1953, in una famiglia di musicisti (il fratello è il sassofonista Antonio Marangolo), ha vissuto ad Acireale.
Forma nel 1969 il suo primo gruppo i Flea on the Honey, successivamente suona con gli Etna, nel 1974 entra a far parte dei Goblin (al posto di Walter Martino, e con Claudio Simonetti e Massimo Morante), gruppo ricordato per le tante colonne sonore di film horror (fra i quali  Suspiria, Zombi). Vi resterà fino al 1980. Nello stesso anno collabora con i "New Perigeo", con Giovanni Tommaso, Danilo Rea, Maurizio Giammarco e Carlo Pennisi.
Nel 1976 incide alcuni brani con la band napoletana Napoli Centrale, brani che poi entreranno a far parte del loro secondo album Mattanza.
Collabora con Pino Daniele per le registrazioni degli album Pino Daniele (1979), Nero a metà (1980) e Musicante (1984), ed inoltre partecipa a diverse sue tournée (Sció live (1984) -  Ricomincio da 30 - 2008).
Agostino Marangolo è endorser Evans per le pelli della sua batteria.
Ha collaborato anche con Bruno Lauzi, Johnny Dorelli, Donatella Rettore, Angelo Branduardi, Alberto Fortis, Antonello Venditti, Don Backy, Paola Turci, Teresa De Sio, Eduardo De Crescenzo, Gigi D'Alessio, Anna Oxa, Riccardo Cocciante, James Senese, Enzo Carella, Nino Buonocore, Riccardo Fogli, Edoardo Bennato, Niccolò Fabi, Lino Cannavacciuolo, Bungaro, Mike Francis, Amii Stewart.

## Discografia

### Con i Goblin
- 1975: Profondo Rosso - batteria nel brano Death Dies
- 1976: Roller
- 1976: Chi? 45 giri
- 1977: Suspiria
- 1977: La via della droga
- 1978: Il Fantastico Viaggio del Bagarozzo Mark
- 1978: Zombi
- 1978: Squadra antimafia
- 1979: Amo non amo
- 1979: Squadra antigangsters
- 1979: Patrick
- 1980: Contamination
- 1980: Buio omega
- 2001: Non ho sonno
- 2005: Back to the Goblin 2005
- 2015: Four of a Kind

### Con Pino Daniele
- 1979: Pino Daniele
- 1980: Nero a metà
- 1984: Musicante
- 1984: Sció live
- 1988: Schizzechea with Love
- 2013: Tutta n'ata storia - Vai mo' - Live in Napoli
- 2015: Nero a metà live

### Collaborazioni
- 1976: Mattanza dei Napoli Centrale
- 1977: Vocazione di Enzo Carella
- 1978: Giorgio di Johnny Dorelli
- 1979: Barbara e altri Carella  di Enzo Carella
- 1979: Buona domenica di Antonello Venditti
- 1979: Maida Vale di Stradaperta
- 1980: Sulla terra sulla luna di Teresa De Sio
- 1981: Uh, mammà! di Mimmo Cavallo
- 1981: Difetti e virtù di Don Backy
- 1982: Amico che voli di Eduardo De Crescenzo
- 1983: De Crescenzo di Eduardo De Crescenzo
- 1984: Colore/Belle le tue labbra di Luca Barbarossa (45 giri)
- 1985: Features di Mike Francis
- 1986: Quando si vuole bene di Riccardo Cocciante
- 1986: Mike Francis di Mike Francis
- 1987: Zero di Renato Zero
- 1988: Rettoressa di Donatella Rettore
- 1988: Flashes of Life di Mike Francis
- 1988: Una città tra le mani di Nino Buonocore
- 1989: Paola Turci di Paola Turci
- 1990: Il ladro di Angelo Branduardi
- 1992: Il dorso della balena di Bruno Lauzi
- 1992: Teatrino meccanico di Riccardo Fogli
- 1993: Un po' di più di Nino Buonocore
- 1993: Cantautori di Anna Oxa
- 1995: Le ragazze fanno grandi sogni di Edoardo Bennato
- 2000: Quando la mia vita cambierà di Gigi D'Alessio
- 2001: Forza Francesco! di Francesco Baccini
- 2003: La cura del tempo di Niccolò Fabi
- 2004: L'attesa di Bungaro
- 2006: Novo Mesto di Niccolò Fabi
- 2007: Controvento di Roberto Tardito
- 2011: Retrospettiva di Roberto Tardito